# Madame de Miramion
Marie Bonneau de Rubelles, dame de Miramion, née le 2 novembre 1629 à Paris et morte le 24 mars 1696 dans la même ville, est une Dame et religieuse française.

## Biographie

### Origine familiale et jeunesse
Nièce de Thomas Bonneau, Marie Bonneau de Rubelles est la fille de Jacques Bonneau, seigneur de Rubelles, un contrôleur des gabelles, et de Marie d'Ivry. Son père, extrêmement riche, la marie le 26 mars 1645 à Jacques de Beauharnais, seigneur de Miramion, conseiller au Parlement. Son mari est un cousin germain de l’abbé de Choisy. C’est ce lien avec Mme de Miramion qui fera de l'abbé son biographe.
Cependant, les épreuves s’accumulent : elle perd son mari moins de huit mois après leur mariage, le 2 novembre 1645 alors qu'elle est enceinte de quatre mois et demi. Elle accouche d'une fille, Marguerite (future Mme de Nesmond), le 7 mars 1646. L’accouchement a duré 46 heures. 
En 1647, Mme de Miramion contracte la petite vérole. Elle n’en garde pas de séquelles, sauf, dit-on, la fraîcheur de son teint. Elle perd ses propres parents et se rapproche de ses beaux-parents. 
Elle devient orpheline en 1647, veuve, mère d'une petite fille mais richissime puisque la mort de son père lui a fait hériter de 1 200 000 livres.

### L'enlèvement
C’est alors que lui arrive une aventure qui fait le tour de Paris, voire de l’Europe : Roger de Bussy-Rabutin, cousin de Madame de Sévigné et futur auteur de l’Histoire des Gaules, apprend qu’il ne serait pas indifférent à cette jeune et riche veuve, alors que ses ressources financières ne lui permettent de soutenir son rang. Il apprend que Mme de Miramion détient 400 000 livres de rentes. Un curé félon lui fait croire qu’il agrée à la veuve, mais qu’elle ne peut se déclarer sans qu’on lui fasse violence. Bussy-Rabutin investit 1 000 livres qui lui reste dans l’enlèvement de Mme de Miramion au cours d'un déplacement de celle-ci dans la montée du mont Valérien et l’emmène dans son château, près de Sens. Il lui faut 24 heures pour prendre conscience des protestations furieuses de la captive. Pendant deux ans, Mme de Miramion et sa famille poursuivent Roger de Bussy-Rabutin en justice. Il s’en tire en sacrifiant 4 000 autres livres.
Bien qu'elle lui pardonne, Mme de Miramion semble avoir véritablement été éprouvée par le rapt. On lui conseille de se retirer dans un couvent pour en éviter un nouveau, ce qui va au-devant de sa piété.

### La religieuse
Elle fait vœu de chasteté le 2 février 1649 et le renouvelle à Noël de la même année. Elle collabore d’abord aux œuvres de Vincent de Paul et de Louise de Marillac, puis développe ses propres institutions. Quoique toujours attirée par le retrait du monde, elle déploie son esprit d’entreprise et son efficacité gestionnaire dans les œuvres qu’elle finance. À ses débuts, elle est proche de la compagnie du Saint-Sacrement, dont elle partage la foi ardente et le goût des œuvres concrètes rondement menées.
Ainsi, Mme de Miramion « fonda plus de cent écoles pour la protection et l'éducation des filles et des femmes pauvres ; elle créa des retraites pour l'édification spirituelle mais aussi pour la santé et le repos de femmes pauvres ou bourgeoises. Elle forma des infirmières qui apprirent à panser et administrer des médicaments et surveilla la mise en place et le fonctionnement de dispensaires de soins médicaux. Elle se chargea de l'administration d'hôpitaux pour les indigents ; elle réforma les règlements de plusieurs institutions de charité ; elle lutta contre la faim et le froid des démunis en organisant des distributions de soupe populaire et de vêtements ; enfin, à travers toutes ces activités, elle veilla à la propagation et à l'homogénéisation de la foi. Madame de Miramion avait, nul ne peut en douter, un don particulier pour tout ce qui relevait de l'administration institutionnelle. Elle le dit elle-même : « Mon esprit aime naturellement à entreprendre et à faire beaucoup ».
Après avoir fondé en 1662 la communauté de la Sainte Famille, composée de sept à huit personnes, vouée aux soins des malades et à l’instruction des petites filles pauvres, elle la réunit à celle des Filles de Sainte Geneviève. Elles essaiment à Amiens et La Ferté-sous-Jouarre, dans le diocèse de Meaux, dont l'évêque est Bossuet. Mme de Miramion vit avec les femmes qu’elle recueille, vêtue comme elles, proche d’elles. Elle ne leur impose nulle clôture. Ses hôtes quittent les Miramiones quand elles le veulent. Sa charité est beaucoup plus tolérante et douce que celle que pratiquaient d’autres communautés.

### Une héroïne du royaume
(décembre 2017).
« Dans les dernières années du siècle, elle deviendra quasiment un personnage d'État : c'était la Trésorière des aumônes royales. En 1692, elle sera chargée de rétablir la discipline dans les maisons du Refuge et de Sainte-Pélagie. En 1695, elle fondera, avec l'appui du roi, l'Apothicairerie des pauvres, c'est-à-dire la Pharmacie centrale. Pendant les années de disette (1694-1695), elle dépensera son énergie à lutter contre la famine et les épidémies, à stimuler l'œuvre d'assistance des pouvoirs publics et à soutenir financièrement l'Hôpital général ». Mme de Miramion achète en 1675 l'hôtel jouxtant l'actuel hôtel de Nesmond sur le quai de la Tournelle face à l’île Saint-Louis. C’était, jusqu'en 2012, le musée des hôpitaux de Paris. Sa fille, relève Saint-Simon, « fut la première femme de son état qui ait fait écrire sur sa porte « Hôtel de Nesmond. » On en rit, on s'en scandalisa, mais l'écriteau demeura et est devenu l'exemple et le père de ceux qui de toute espèce ont peu à peu inondé Paris ».

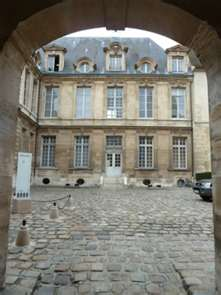
Cour intérieure de l'hôtel de Miramion.

À la fin du XVIIe siècle, Mme de Miramion est donc révérée. Madame de Sévigné, dont elle est l’exacte contemporaine la décrit à la cour : « Le Roi et toute la cour sont charmés de la tragédie d’Esther. Mme de Miramion et huit jésuites, dont le P. Gaillard était, ont honoré de leur présence la dernière représentation ; enfin c’est un chef-d’œuvre de Racine. Si j’étais dévote, j’aspirerais à la voir. » Parmi les huit jésuites se trouvaient le père de La Chaise, confesseur de Louis XIV, et le célèbre prédicateur Bourdaloue.
Elle meurt le 24 mars 1696. Un grand concours de peuple rend hommage à sa dépouille. Saint-Simon lui consacre une nécrologie : « C'était une femme d'un grand sens et d'une grande douceur, qui de sa tête et de sa bourse eut part à plusieurs établissements très utiles dans Paris ; et elle donna la perfection à celui de la communauté de Sainte-Geneviève, sur le quai de la Tournelle, où elle se retira, et qu'elle conduisit avec grande édification, et qui est si utile à l'éducation de tant de jeunes filles et à la retraite de tant d'autres filles et veuves. Le roi eut toujours une grande considération pour elle, dont son humilité ne se servait qu'avec grande réserve et pour le bien des autres, ainsi que de celle que lui témoignèrent toute sa vie les ministres, les supérieurs ecclésiastiques et les magistrats publics. ».